# 阿雷马足球俱乐部
阿雷马足球俱乐部（Arema Football Club）简称阿雷马，是一家印度尼西亚足球俱乐部，主场位于玛琅坎朱鲁汉体育场。
2014年5月14日，阿雷馬作客香港將軍澳運動場與傑志爭奪2014年亞洲足協盃8強一席位，賽事吸引大批居港印尼人入場打氣，不過最後傑志凈勝兩球，淘汰阿雷馬，晉級亞協盃8強。

## 球队荣誉
- 印尼足球超级联赛

- 冠军 (1): 2009-10